# Бюліс (Балш)
Футбольний клуб Бюліс (Балш) або просто ФК «Бюліс» (алб. Klubi i Futbollit Bylis Ballsh; KF Bylis) — професіональний албанський футбольний клуб з міста Балш.

## Досягнення
- Суперліга (Албанія):
  -  Бронзовий призер (1): 1998/99

- Кубок Албанії:
  -  Фіналіст (1): 2013

## Статистика виступів у єврокубках
станом на грудень 2008 року
| Сезон   | Змагання        | Раунд  | Країна     | Club                   | Вдома | На виїзді |
| ------- | --------------- | ------ | ---------- | ---------------------- | ----- | --------- |
| 1999/00 | Кубок УЄФА      | Кв. Р. | Словаччина | Сениця                 | 0–2   | 1–3       |
| 2001    | Кубок Інтертото | 1Р     | Румунія    | Університатя (Крайова) | 0–1   | 3–3       |

- Кв. Р. = Кваліфікаційний Раунд
- 1Р = 1-ий Раунд

## Відомі гравці
| - Джуліан Ахматай - Клодіан Асллані - Енгерт Бакаллі - Ендрі Бакіу - Фердинанд Білалі - Едмонд Даліпі - Клевіс Даліпі - Бледар Деволлі - Ілір Дібра - Амарілдо Дімо | - Йохан Дриза - Дашор Думе - Стіві Фрашері - Альпін Галло - Ромео Хаххіай - Іслі Хіді - Акіл Якупі - Марінглен Куле - Гентаїм Муча - Ольгерт Мука | - Олтіон Османі - Артіон Почі - Єтмир Сефа - Гентіан Стойку - Даніель Джафа - Фйодор Джафа - Арсен Зіліфтарі - Гуй Маджо - Дімітар Капинковський - Кіре Рістевський | - Ндубулусі Егбо - Дженвері Зіанбо |

## Відомі тренери
| Ім'я              | Національність       | Роки      |
| ----------------- | -------------------- | --------- |
| Андреа Марко      | Албанія              | 2002      |
| Фарук Сейдині     | Албанія              | 2007–2008 |
| Хісен Дедья       | Албанія              | 2008–2009 |
| Ілір Спахіу       | Албанія              | 2010      |
| Агім Мето         | Албанія              | 2010      |
| Нікола Ілієвський | Північна Македонія   | 2010–2011 |
| Агім Цанай        | Албанія              | 2011      |
| Наці Шенсой       | Туреччина            | 2011–2012 |
| Агім Цанай        | Албанія              | 2012      |
| Наці Шенсой       | Туреччина            | 2012–2013 |
| Ндубулусі Егбо    | Нігерія              | 2013–2014 |
| Роланд Ненай      | Албанія              | 2014–2015 |
| Агім Цанай        | Албанія              | 2015      |
| Мауро ді Векчіс   | Італія               | 2015      |
| Аднан Зилджович   | Боснія і Герцеговина | 2016–     |